# Juegos Moriscos de Abén Humeya
Los Juegos Moriscos de Abén Humeya son un evento histórico-deportivo celebrado anualmente en el municipio de Purchena (Almería, España) desde 1993. Se desarrollan durante el primer fin de semana de agosto y han sido declarados de "Interés Turístico Nacional de Andalucía".
Los Juegos Moriscos constituyen una muestra del legado granadino, con concursos de música, canto y danza, muestras de cocina y zoco artesanal, todo ello enriquecido cada noche por las actuaciones de grupos de música y étnica.
La similitud de estos juegos con los valores del olimpismo han sido reconocidos por Juan Antonio Samaranch, presidente del Comité Olímpico Internacional hasta 2001, quien dijo de ellos que suponían rehacer el eslabón perdido y encontrado en la cadena del olimpismo.

## Historia
En 1569 en la ciudad de Purchena (Almería), cuando los moriscos la convirtieron en cabeza del Valle del Almanzora, Abén Humeya, rey de los moriscos sublevados contra Felipe II de España, reviviendo tradiciones que su pueblo musulmán asimilara de los pueblos conquistados, convocó unos juegos deportivos y culturales que ofrecieron varios de los ejercicios de Olimpia, junto a música. Aquellos juegos fueron recogidos y transmitidos por el escritor murciano Ginés Pérez de Hita en la 2.ª parte de las Guerras Civiles de Granada.

## Pruebas
Desarrollados en tres jornadas, en la Plaza de Purchena se escenifican popularmente estos Juegos, sujetos fielmente a lo ocurrido hace más de 400 años. Tras la escenificación, se suceden las diferentes pruebas deportivas, comenzando con la tradicional carrera de cintas a la morisca, respetuosa con la esencia histórica, singular y tan distinta, para continuar con los deportes de clara ascendencia Olímpica:
- Lucha, que recuerda el enfrentamiento del capitán morisco Caracacha y del capitán turco Maleh.
- Levantamiento de la piedra de mármol "Burxana" con 68 kg de peso
- Sostenimiento de ladrillos.
- Carrera de velocidad, la de la media legua gruesa.
- Triple salto.
- Tiro con arco.
- Lanzamiento de cantos.
- Tiro con honda.

Normalmente se hacen bailes con cariocas
Todas estas pruebas admiten la competición de atletas de ambos lados del Mediterráneo que anhelan ganar la corona de laurel y el premio en metálico que Abén Humeya, entrega a los vencedores tras cada prueba.

## Descubrimiento musical
En 2013 tuvo lugar un descubrimiento musical de gran valor para los Juegos Moriscos. Manolo Sola, bibliotecario de Purchena, fruto de su investigación relacionada con la huella de los Juegos Moriscos en archivos y bases de datos de internet, encontró una partitura para piano denominada Fiesta en Purchena compuesta por el compositor americano Albert Hay Malotte (Filadelfia 1885 - Los Ángeles 1964), autor de, entre otras, ''The Lord’s Prayer'', composición que aún hoy sigue sonando en todo el mundo, o de varias bandas sonoras para películas Disney, llegando incluso a componer para la película 'Lo que el viento se llevó''. Tras ese descubrimiento, el citado bibliotecario ofreció al músico valenciano Bertomeu Llorens Peset continuar la investigación. El resultado fue la edición del ensayo Fiesta en Purchena: los Juegos Moriscos de Abén Humeya en la obra del compositor estadounidense Albert Hay Malotte, un breve estudio sobre este autor y la obra que compuso para los Juegos Moriscos de Purchena. 
El libro comienza con una introducción en la que se refiere el descubrimiento inicial reconociendo la investigación realizada por el citado bibliotecario tal y como sigue:

El presente trabajo es fruto de la investigación llevada a cabo desde hace más de cuatro años. Todo empezó al conocerse la existencia de una pieza musical titulada "Fiesta en Purchena" compuesta por el compositor estadounidense Albert Hay Malotte. Esto fue posible gracias a Manuel Sola, Bibliotecario y Técnico de Cultura del Excmo. Ayuntamiento de Purchena. 

Continúa la obra con datos sobre la vida y obra del compositor y el por qué dedicó esta pieza al municipio de Purchena. El libro se complementa con la partitura de la misma y un cd con la grabación de Fiesta en Purchena a cargo del pianista valenciano Tomeu Moll.
Curiosamente no existe en inglés ninguna monografía dedicada a este músico. Gracias al Ayuntamiento de Purchena, con el apoyo institucional de la Embajada de Estados Unidos, se cuenta con una biografía en castellano de este desconocido y casi olvidado músico. En el libro se encuentra, como se ha dicho, el motivo por el que Malotte dedicó una obra musical a un evento histórico ocurrido en Purchena, pequeño pueblo andaluz, en el que nunca estuvo. La explicación que da Malotte es la siguiente:

FIESTA EN PURCHENA me fue sugerido por la siguiente cita de Eleanor Hague en su interesantísimo libro Music in Ancient Arabia and Spain. En un capítulo relativo a festivales moriscos, relata como "los moros que más vitalmente mantienen su tradición fueron los del Reino de Granada, el último bastión del islamismo en la península. Las estampas más vivas de la música de festivales que se celebran en el Reino deben ser encontrados en la obra de Ginés Pérez de Hita. Como ejemplo cito lo siguiente; lo cual muestra la sutileza, el orden y la elegancia de sus concursos artísticos: "la plaza de Purchena estaba preparada para las danzas, con muchas alfombras extendidas; sobre ellas todas las personas importantes estaban sentadas alrededor de Ibn Humeya en una tarima, y laúd y sonaja en su lugar. Muchas jóvenes árabes, hermosamente ataviadas, bailan, una tras otra, maravillosamente bien. Después de eso siguieron varios caballeros, bailando con bellas damas moriscas.